# Biljoen

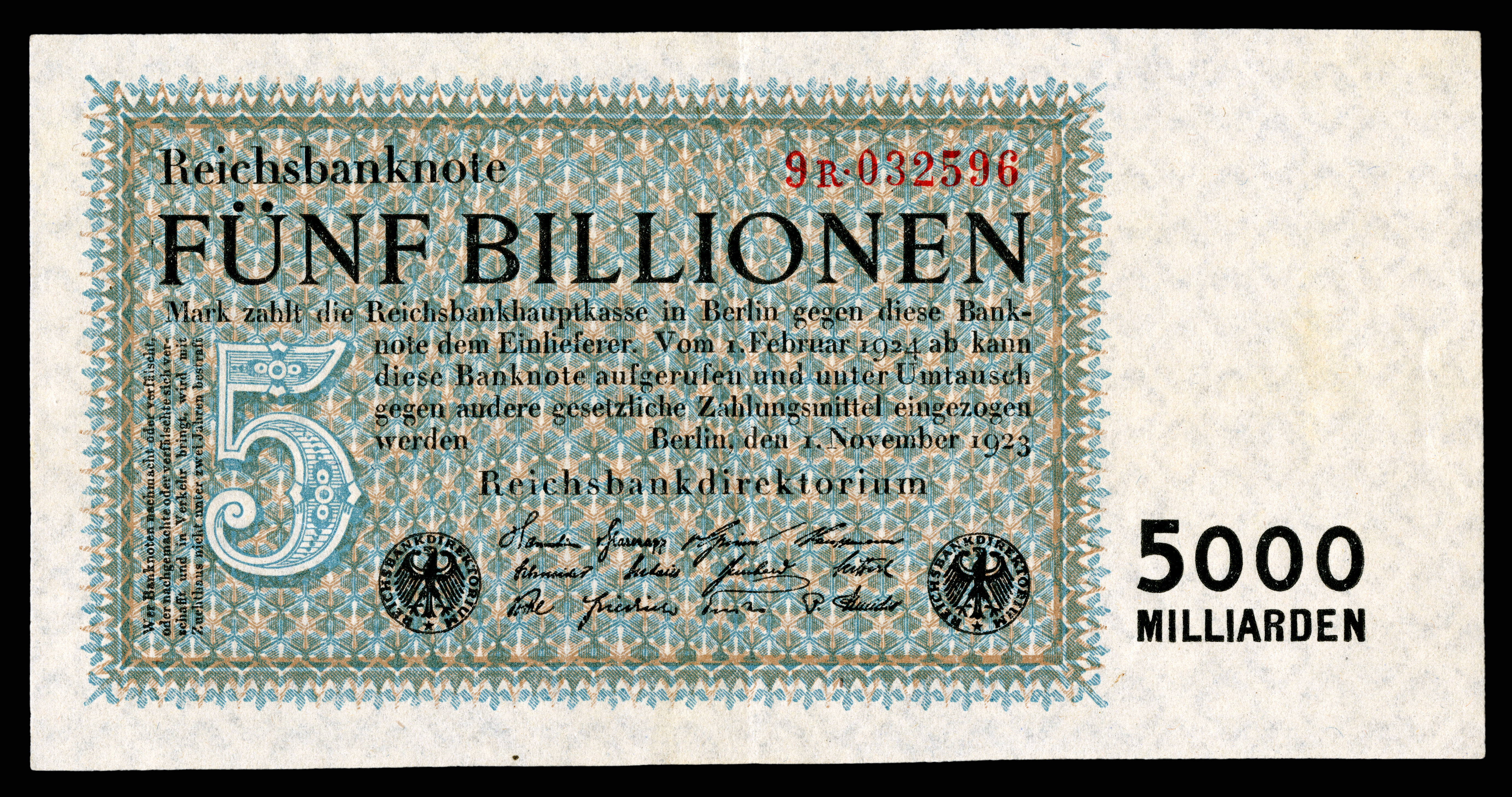
Duits bankbiljet van 5 biljoen mark uit 1923

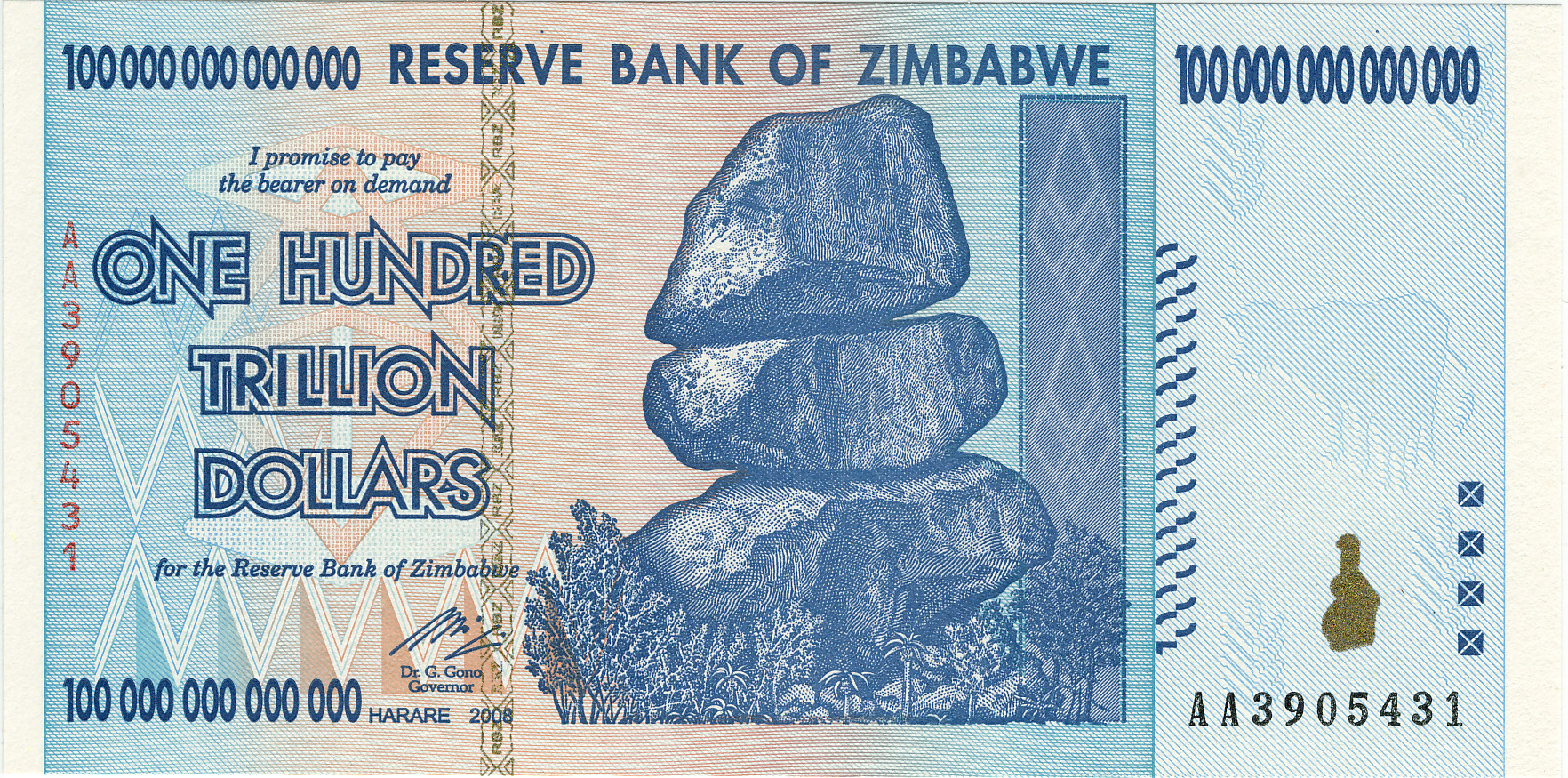
Zimbabwaans bankbiljet van 100 biljoen dollar uit 2009

Een biljoen is tien tot de 12e macht, 1012, dus 1.000.000.000.000. Het is een miljoen tot de tweede macht (een miljoen keer een miljoen), hetgeen de naam met het voorvoegsel bi- verklaart.
Het SI-voorvoegsel voor een biljoen is tera, afgekort T. 

## Biljoen in andere talen
Het Engelse woord billion is een zogenaamde valse vriend. Het Engelse billion is wat in het Nederlands een miljard genoemd wordt, dus 1000 miljoen of 1.000.000.000 (109). Deze betekenis was oorspronkelijk tot het Amerikaans-Engels beperkt, maar is thans ook in het Brits-Engels de norm.
Een biljoen heet in het Engels trillion (1000 × 10003). Hetzelfde geldt voor het Turks: het Turkse woord voor biljoen is trilyon. Het Nederlandse triljoen staat op zijn beurt voor een miljoen tot de derde macht oftewel een miljoen keer een miljoen keer een miljoen (1018).

## Trivia
- Een biljoen seconden duurt ongeveer 31.690 jaar.
- Een biljonair is iemand die een privévermogen heeft van minstens 1 biljoen (munteenheden) en een multibiljonair is iemand die 2 biljoen of meer in zijn bezit heeft. In dollars of euro's gemeten zijn er tot op heden geen biljonairs op de wereld.